# Thomas Frischknecht
Thomas Frischknecht, född den 17 februari 1970 i Zürich, Schweiz, är en schweizisk tävlingscyklist som tog OS-silver i mountainbike vid olympiska sommarspelen 1996 i Atlanta.